# Teddy Walters
Teddy Walters, echte naam Walter Theodore Viniello (Philadelphia, 20 augustus 1920 – Philadelphia, 19 april 1958), was een Amerikaanse zanger, gitarist en componist die in het swingtijdperk succes had als zanger in bands.

## Biografie
Walters was een zoon van jazzdrummer Danny Alvin (1902-1958). Hij begon zijn loopbaan als gitarist in het orkest van Gene Krupa, hiermee maakte hij in 1942 zijn eerste opnames ("That Drummer’s Band“, Columbia). In de jaren erna werkte hij bij Les Brown (1943), Tommy Dorsey, de All Stars van Cozy Cole (1944), Eddie Heywood/Billie Holiday ("How Am I to Know?“, 1944) en bij Sonny Greer. Vanaf midden 1944 was hij vocalist bij het orkest van Jimmy Dorsey, te horen in nummers als "This I Love Above All“, "Twilight Time“ en "Moon On My Pillow“ (Decca 1944).
Onder eigen naam nam hij in 1946, begeleid door het orkest van Mannie Klein meerdere singles op, voornamelijk romantische nummers zoals "Laughing on the Outside (Crying on the Inside)“/"„You I Love“ (Ara), "Adventure“ (Musicraft), "Only Heaven Knows“, "You Can Call It Madness“ en "Why Don’t We Say We’re Sorry“ (met de band van Sonny Burke). In 1946 was hij bij Artie Shaw een van de zangers in de Mel-Tones rond Mel Tormé. Zijn zang leek stilistisch op die van Dick Haymes.
In de jazz was hij tussen 1942 en 1947 betrokken bij 53 opnamesessies. Met Sid Robin schreef hij de songs "Wait Till It Happens to You“ en "My Baby Said Yes“.